# Rozluci, Turka
Rozluci (în ucraineană Розлуч) este o comună în raionul Turka, regiunea Liov, Ucraina, formată numai din satul de reședință.

## Demografie
Componența lingvistică a comunei Rozluci
     Ucraineană (99,84%)
     Alte limbi (0,16%)
Conform recensământului din 2001, majoritatea populației comunei Rozluci era vorbitoare de ucraineană (99,84%), existând în minoritate și vorbitori de alte limbi.